# Heartless (cântec de Kanye West)
Heartless este o melodie a artistului american de hip hop Kanye West, lansată pe 4 noiembrie 2008 digital ca al doilea single pentru al patrulea album de studio, 808s & Heartbreak. Piesa, o îndepărtare vizibilă de la melodiile sale de rap anterioare, prezintă West cântând printr-un procesor Auto-Tune către un fost iubit în urma despărțirii unei relații. Piesa a primit aclamări critice, mulți numind-o un punct culminant al albumului său părinte. A debutat pe locul patru pe Billboard Hot 100, unde a ajuns în cele din urmă la numărul doi și a ajuns pe numărul unu pe Billboard Hot Rap Tracks și pe graficul US 100 Hot Airplay. Videoclipul melodiei, care folosește animația rotoscopată, a primit laude din partea criticilor, care au complimentat stilul său de artă și au remarcat inovația. Arta single-cover-ului este de asemenea remarcabilă, deoarece este unică pentru celelalte piese din album, datorită faptului că nu are inimă: de fapt este lipsită de inimă.
Piesa a ajuns să fie acoperită de numeroși artiști, în special de trupa de pian de rock, bazată pe Denver, câștigătorul lui Fray și American Idol din sezonul 8 Kris Allen, toate cele trei versiuni reușind să intre în topuri în absența unei singure lansări fizice. „Heartless” a fost al nouălea single cel mai bine vândut la nivel mondial în 2009, cu vânzări de 5,5 milioane.